# Дудинці
Дудинці (пол. Dudyńce) — лемківське село в Польщі, у гміні Буківсько Сяноцького повіту Підкарпатського воєводства.
Населення — 193 особи (2011).

## Розташування
Знаходиться за 4 км на північний захід від Буківсько, 12 км на захід від Сяніка, 60 км на південь від Ряшева, при воєводській дорозі № 889.

## Назва
У ході кампанії перейменування українських назв на польські село в 1977—1981 рр. називалось Шибістув (пол. Szybistów).

## Історія

Церква Собору Пресвятої Богородиці

У 1372 р. князь Владислав Опольчик надав село священику Матвію (Mathias). У 1340-1772 р. село входило до складу Сяноцької землі Руського воєводства Речі Посполитої. З 1772 до 1918 року — у межах Сяніцького повіту Королівства Галичини та Володимирії монархії Габсбургів (з 1867 року Австро-Угорщини).
У 1898 р. в селі було 79 будинків і 438 мешканців.
У міжвоєнний час у селі була читальня «Просвіти». В 1939 році в селі проживало 560 мешканців, з них 540 українців-грекокатоликів, 15 українців-римокатоликів і 5 поляків. Село входило до Сяніцького повіту Львівського воєводства.
Після війни більшість українського населення виселена в 1944—1946 р. в с. Слобідка (на їх місце заселили поляків з околиць Нового Торгу). Село було оточене польськими військами о 2-й годині ночі, підпалено хати, вбито 23 особи і всіх українських мешканців вигнано на залізничну станцію.
У 1975-1998 роках село належало до Кросненського воєводства.

## Демографія
Демографічна структура станом на 31 березня 2011 року:
|          | Загалом | Допрацездатний вік | Працездатний вік | Постпрацездатний вік |
| -------- | ------- | ------------------ | ---------------- | -------------------- |
| Чоловіки | 110     | 26                 | 74               | 10                   |
| Жінки    | 83      | 17                 | 47               | 19                   |
| Разом    | 193     | 43                 | 121              | 29                   |

## Церква
Парафіяльна церква була в селі вже в 1529 р. Після смерті останнього пароха в Побідному в 1800 р. тамтешня парафія була приєднана до Дудинців, але в 1818 р. парафію Дудинців приєднано до Пельні. З 1930 р. парафія належала до Буківського деканату. У 1802 р. була збудована дерев’яна церква Собору Пресвятої Богородиці, яку в 1988р. мали перенесли до Команьчі.